# Жан де Бондоль
Жан де Бондоль, также Ян ван Бондоль, или Ян Будольф, Жеан де Бондольф, Эннекен из Брюгге (фр. Jan Bondol, фр. Jan van Bondol, фр. Jan Baudolf; ок. 1340, Брюгге — ок. 1400) — южно-нидерландский (фламандский) живописец и рисовальщик миниатюрист. Во Франции был известен как Жан де Бондоль, Жан де Брюгге или Эннекен из Брюгге (Hennequin de Bruges). Считается первым представителем старонидерландской школы живописи, а также мастером бургундской школы. Работал в стиле интернациональной готики. Стилистически и хронологически его творчество занимает место между произведениями двух других фламандских художников, работавших на французских заказчиков: Жана Пюселя и Мельхиора Брудерлама. Жан де Бондоль (Будольф) привнёс во Францию тенденцию к большему реализму, зародившуюся во Фландрии в его время, и может считаться «одним из ранних предшественников фламандских примитивистов».

## Биография
Жан де Бондоль родился в Брюгге. Его фламандское имя, вероятно, было Ян Будольф. Это имя неизвестно из источников XIV века, но было реконструировано в XX веке. В 1350-х годах два Будольфа были олдерменами Brugse Vrije (Свободы Брюгге), а именно отец и сын Будуэн и Ян Будольф. Во франкоязычных источниках он упоминается как «Жеан де Бондольф, Жеан де Брюгге, или Эннекен де Брюгге». Форма «Hennequin» (с вариантами hanequin и enequin), указывает на то, что он действительно был родом из Фландрии. В латинской подписи к миниатюре 1371 года художник назван «Johannes de Brugis». В латинских источниках периода 1374—1380 годов он указан как «Jo(h)annes Bandol». В публикациях XX века его обычно называли искажённым именем Jean Bondol или фламандскими вариантами французских имён, такими как Jan van Brugge или Jan (van) Bondol(f).
О его ранней деятельности в архивах Брюгге ничего не было обнаружено. Неясно его образование. Однако известно, что в период с 1368 по 1381 год работал в Париже в качестве придворного живописца короля Карла V. Он также выполнял заказы его младших братьев: Людовика I, герцога Анжуйского и Филиппа II Смелого, герцога бургундского в Дижоне. В 1371 году он создал единственную сохранившуюся работу с его подписью: заказную миниатюру к Исторической Библии, которую советник Жан де Водетар преподнёс королю 28 марта 1372 года. Расчёты французского короля за 1374 и 1378 годы свидетельствуют о том, что Будольф получал хорошее жалованье и имел помощника (famulus).[6] В 1380 году ему была назначена пожизненная пенсия. Как на миниатюре, так и в этих расчётах он упоминается как pictor regis («живописец короля»).
Его деятельность также связывают с фреской, изображающей Святого Христофора в церкви городка Семюр-ан-Осуа (Бургундия). В период с 1371 по 1373 год он расписывал портшез (литиер) для Маргариты Французской, графини Фландрии и бабушки жены Филиппа Смелого.
Жану де Бондолю приписывают несколько редких работ, в том числе картоны для уникальной серии шпалер, условно названных: «Анжерский апокалипсис» (1376—1379).
Для этих картонов он переработал миниатюры из рукописных «Комментариев к Откровению Иоанна Богослова (Апокалипсису)» (X век) Беат Лиебанский Беатуса из Льебаны. Иллюстрировал Вульгату, преподнесённую Карлу V его камер-юнкером Жаном де Водетаром.

## Значение творчества
Жан де Бондоль оказал значительное влияние на формирование французского придворного искусства. После смерти новатора Жана Пюселя изысканный, декоративный французский стиль снова взял верх. Бондоль продолжил дело Жана Пюселя. В этом отношении показательна история «Часослова Савойи». Рукопись была создана для Бланки Бургундской и с 1348 года частично иллюминирована Жаном ле Нуаром, учеником Пюселя. Позднее король Франции Карл V приобрёл незаконченную рукопись и заказал оставшиеся миниатюры в скриптории, находившимся под влиянием Жана де Бондоля. Историк искусства Эрвин Панофский охарактеризовал контраст между традиционным парижским стилем и творчеством Будольфа (Бондоля) следующим образом: «Объём и пространство против двухмерных узоров, свет и цвет против линий, конкретная, индивидуализированная реальность против абстрактных, общих формул».
Единственная миниатюра, подписанная Бондолем, имеет латинскую подпись на противоположной странице. Перевод гласит: «В год Господень 1371 сия работа была иллюминирована по заказу и в честь достопочтенного принца Карла, короля Франции, на 35-м году его жизни и на восьмом году его правления. Иоанн Брюггский, художник вышеупомянутого короля, сам написал эту картину». Здесь проводится различие между рукописью, называемой «произведением» (opus), которое было «иллюминировано» (pictum), и миниатюрой для презентации, или «этой картиной» (hanc picturam), которую художник написал сам (fecit … propria sua manu). По-видимому, остальные миниатюры были написаны не им.
Характеристики изображённых лиц были новыми. Это не стереотипные, идеализированные фигуры, а подлинные портреты короля и его советника как узнаваемых личностей. Более того, король изображён не как правитель, а как учёный.
Пространственный эффект миниатюры также был революционным для искусства Северной Европы. Пюсель по-прежнему изображал свои интерьеры как небольшое здание со снятой стеной, подобно кукольному домику. Миниатюра Будольфа, напротив, создает впечатление взгляда через портал или оконную раму в пространство, которое по сути бесконечно. Рама картины стала окном во внешний мир. Такая рама с готическим трилистником и за ним перспективно укороченным плиточным полом позже использовалась выдающимися фламандскими мстерами, такими как Рогир ван дер Вейден. Бондоль, несомненно, заимствовал этот мотив из итальянских образцов. В то время как Пюсель в первую очередь подражал Дуччо, Бондоль черпал вдохновение у следующего поколения художников из Сиены: Симоне Мартини и братьев Пьетро и Амброджо Лоренцетти. Именно они продолжили эксперименты Дуччо с перспективой и первыми изобразили интерьер, подобный миниатюре Бондоля в своих «Мадоннах» и «Благовещениях». Панофский называл это «интерьером по смыслу». Балдахин над королём также имеет итальянское происхождение.